# ريتشارد ستراكان
ريتشارد ستراكان (بالإنجليزية: Richard Strachan)‏ هو منافس ألعاب قوى بريطاني، ولد في 18 نوفمبر 1986 في المملكة المتحدة.

## وصلات خارجية
- ريتشارد ستراكان على موقع الاتحاد الدولي لألعاب القوى (الإنجليزية)
- ريتشارد ستراكان على موقع الدوري الماسي (الإنجليزية)